# .gy
A .gy Guyana internetes legfelső szintű tartomány kódja, melyet 1994-ben hoztak létre. A .gd, a .kn és a .pr kódokkal együtt ezt is a Puerto Ricó-i Egyetem kezeli.